# Laura Brock
Laura Colleen Gloria Brock (* 28. November 1989 in Templestowe, Victoria, Australien als Laura Colleen Gloria Alleway) ist eine australische Fußballnationalspielerin, die in der Abwehr spielt. 2010 wurde sie erstmals in der australischen Fußballnationalmannschaft der Frauen eingesetzt.

## Karriere

### Vereine

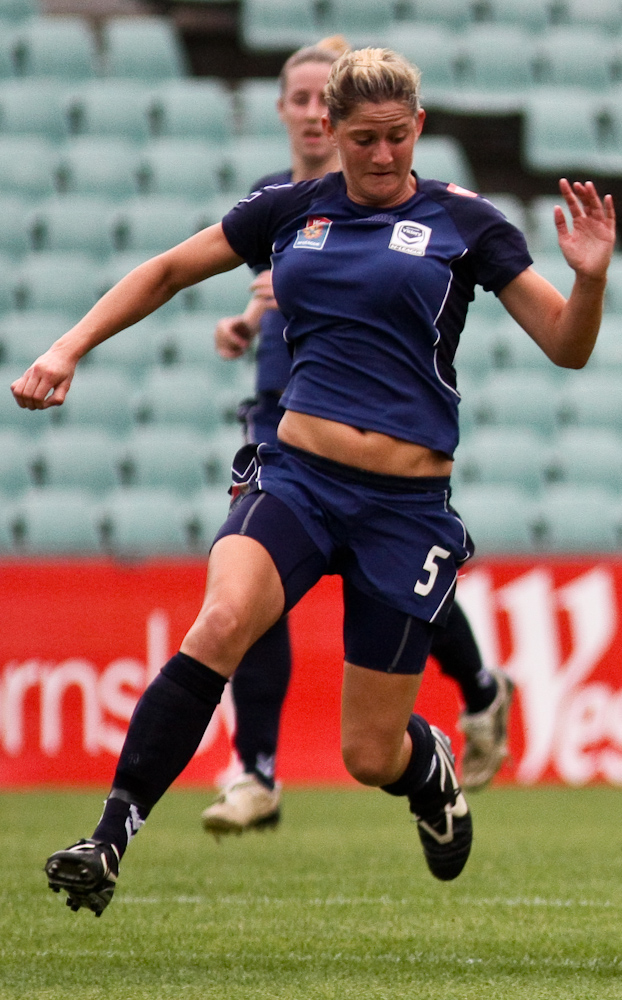
Alleway 2008 im Trikot von Melbourne Victory.

Die in einem Vorort von Melbourne geborene Alleway begann mit 19 Jahren bei Melbourne Victory. 2010 wechselte sie nach Queensland zu Brisbane Roar, wobei sie 2012 in der australischen Ligapause nach England ging, um für die Lincoln Ladies zu spielen. Aufgrund von Visumproblemen konnte sie aber nicht sofort spielen. In der Saison 2013/14 und 2014 spielte sie zusammen mit der  deutschen Nationaltorhüterin Nadine Angerer. Zusammen erreichten sie im Februar 2014 das Play-off-Endspiel. Im Grand Final verlor sie gegen ihren früheren Verein Melbourne Victory mit 0:2. Zur Saison 2015/16 wechselte Alleway zur neugegründeten Frauenmannschaft des Melbourne City FC, mit dem sie ihre zweite australische Meisterschaft feierte. 
Im August 2017 erhielt sie einen Zweijahresvertrag bei ihrem Ex-Verein Melbourne Victory. Seit der Saison 2020/21 spielt sie in der Division 1 Féminine für EA Guingamp.

### Nationalmannschaft
Am 6. März 2010 machte sie gegen Nordkorea ihr erstes Länderspiel für Australien.
2011 nahm sie mit Australien an der Fußball-Weltmeisterschaft der Frauen 2011 in Deutschland teil, wo sie im Spiel gegen Norwegen 10 Minuten vor dem Spielende eingewechselt wurde. Es blieben ihre einzigen WM-Minuten. 
Für die Fußball-Asienmeisterschaft der Frauen 2014, bei der Australien den Titel nicht verteidigen konnte, wurde sie nominiert und in drei Spielen eingesetzt.  Im März 2015 nahm sie mit Australien am Zypern-Cup 2015, wo sie zu zwei Einsätzen kam. Am 12. Mai 2015 wurde sie dann auch für den australischen WM-Kader 2015 nominiert. Bei der WM kam sie in den fünf Spielen ihrer Mannschaft zum Einsatz, schied aber mit ihr im Viertelfinale gegen Titelverteidiger Japan aus. 
Im April 2018 nahm sie mit den Matildas an der Fußball-Asienmeisterschaft der Frauen 2018 teil. Sie kam in einem Gruppenspiel und im Halbfinale zum Einsatz. Bereits durch den Halbfinaleinzug hatten sich die Australierinnen für die WM 2019 qualifiziert. Im Finale verloren sie mit 0:1 gegen Titelverteidiger Japan. Für die WM wurde sie ebenfalls nominiert, musste aber verletzungsbedingt gestrichen werden.
Sie wurde auch nicht für die darauf folgenden Freundschaftsspiele und die Qualifikation  für die Olympischen Spiele 2020 nominiert.
Im Juni 2021 wurde sie für die wegen der COVID-19-Pandemie um ein Jahr verschobenen Olympischen Spiele zunächst als Backup nominiert. Nach Aufstockung der Kader wegen der Pandemie gehörten auch die Backups zum Kader. Beim Turnier hatte sie nur zwei Kurzeinsätze im Halbfinale und dem Spiel um Platz 3 von insgesamt drei Minuten. Mit dem Spiel um Platz 3, das gegen die USA mit 3:4 verloren wurde, beendete sie ihre Nationalmannschaftskarriere.

## Erfolge
- 2010/11: Australische Meisterschaft (Brisbane Roar)
- 2015/16, 2016/17: Australische Meisterschaft (Melbourne City FC)
- 2017: Gewinn des Tournament of Nations
- 2019: Gewinn des Cup of Nations